# Platysenta proxima
Platysenta proxima är en fjärilsart som beskrevs av Morrison 1875. Platysenta proxima ingår i släktet Platysenta och familjen nattflyn. Inga underarter finns listade i Catalogue of Life.